# میمون ماحی
میمون ماحی (زادهٔ ۱۳ مارس ۱۹۹۴) بازیکن فوتبال اهل مراکش است که در پست وینگر برای زوریخ در سوپر لیگ فوتبال سوئیس بازی می‌کند.
وی همچنین در تیم ملی فوتبال مراکش بازی کرده است.